# 시야우 사이찬
시야우 사이찬(광둥어: 豉油西餐, 월병: si6 jau4 sai1 caan1, 한자음: 시유서찬)은 홍콩식 서양 요리이다. 광둥어 "시야우(豉油, si6 jau4)"는 "간장"을, "사이찬(西餐, sai1 caan1)"은 "양식"을 뜻한다.

## 사진

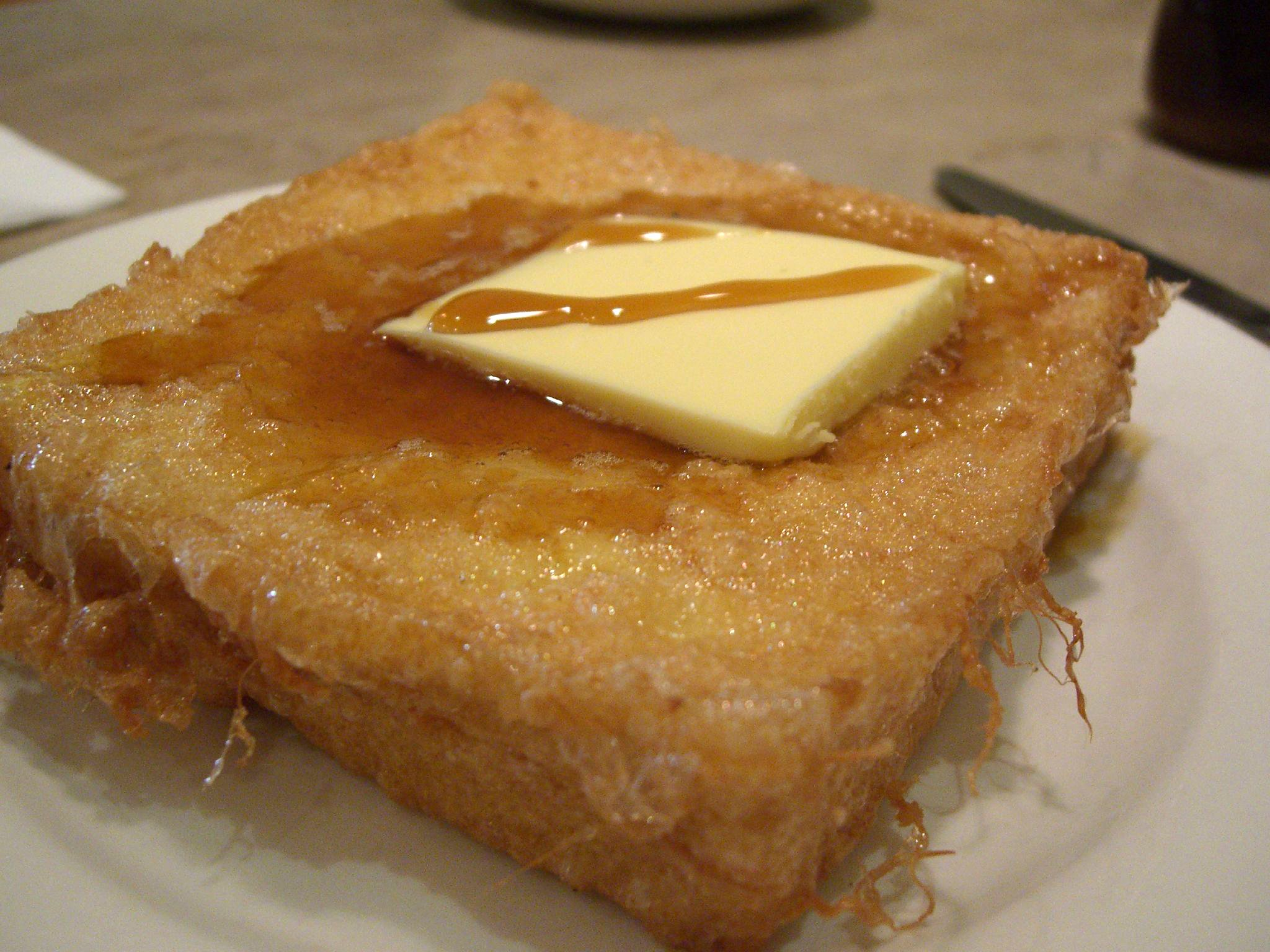
사이도시
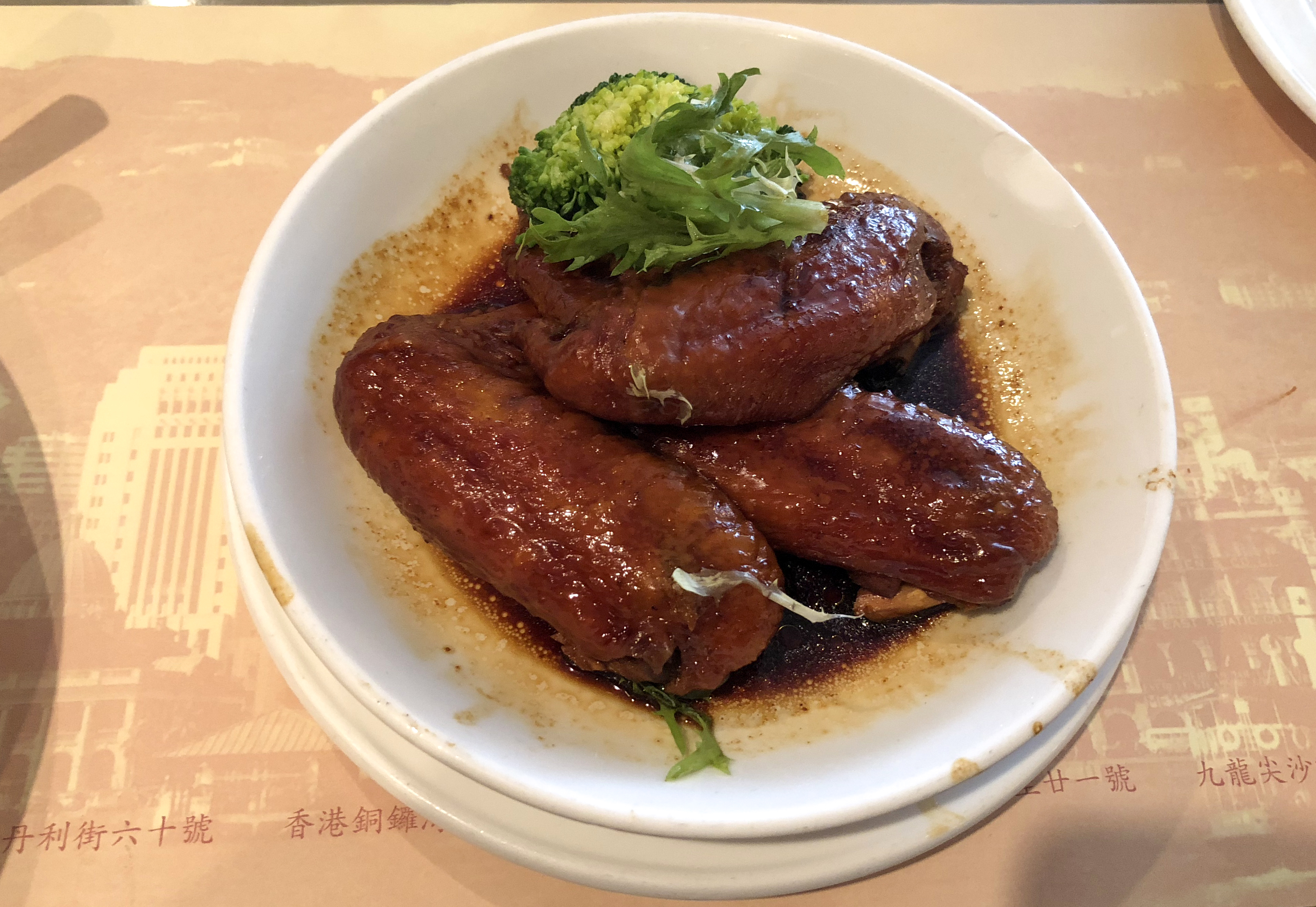
서시가이익

## 같이 보기
- 경양식
- 요쇼쿠